# Roches (Loir-et-Cher)
Roches é uma comuna francesa na região administrativa do Centro, no departamento Loir-et-Cher. Estende-se por uma área de 8,44 km². Em 2010 a comuna tinha 71 habitantes (densidade: 8,4 hab./km²).